# Andrew McCormick
Pour les articles homonymes, voir McCormick.
Pas d'image ? Cliquez ici

a Compétitions nationales et continentales officielles uniquement.

b Matchs officiels uniquement.
Dernière mise à jour le 21 août 2016.
Andrew McCormick (ンドリュー・ファーガソン・マコーミック), né le 5 février 1967 à Christchurch (Nouvelle-Zélande), est un ancien joueur néo-zélandais de rugby à XV, qui a joué avec l'équipe du Japon évoluant au poste de centre (1,85 m pour 93 kg).

## Biographie
Andrew McCormick est le fils du joueur All Black Fergie McCormick.
Andrew (appelé « Angus ») a été élevé à la High School de Christchurch Boys et arriva au Japon pour jouer avec l'équipe de Toshiba Fuchu en Top League entre 1992 et 2000.
C'était un trois quart centre puissant qui avait un grand impact et qui a connu 25 sélections internationales avec l'équipe du Japon qu'il a conduit comme capitaine lors de la Coupe du monde de rugby 1999.
Joueur très populaire et parlant le japonais couramment, il commença à entraîner à Toshiba puis il devint alors entraineur en chef (2000-2002), puis conseiller technique (2002-2004) pour les Kamaishi Seawaves.
Entre 2005 et 2009, Andrew McCormick est l'entraîneur des lignes arrières de Coca Cola West Japan, à la demande de l'entraîneur principal Shogo Mukai.
Il fut ensuite manager des NTT Docomo Red Hurricanes entre 2009 et 2012, avant d’entraîner l'équipe universitaire de Kwansei Gakuin entre 2012 et 2016.

## Carrière

### En club
- 1992-2000 : Toshiba Fuchu (Top League, Japon)

### En équipe nationale
Il a eu sa première cape internationale le 11 mai 1996, à l’occasion d’un match contre l'équipe de Hong Kong.

## Palmarès
- 25 sélections avec  l'équipe du Japon dont 11 fois capitaine.
- Sélections par année : 3 en 1996, 6 en 1997, 7 en 1998, 9 en 1999.

- Participation à la coupe du monde 1999